# Suillia fuscicornis
Suillia fuscicornis är en tvåvingeart som först beskrevs av Zetterstedt 1847.  Suillia fuscicornis ingår i släktet Suillia och familjen myllflugor. Arten är reproducerande i Sverige. Inga underarter finns listade i Catalogue of Life.